# مقبره خیرآباد
مقبره خیرآباد؛ نام مقبره‌ای تاریخی مربوط به دورهٔ قاجار تا دورهٔ صفوی است و در شهرستان مه‌ولات، ۱۲ کیلومتری شرق روستای خیرآباد واقع شده و این اثر در تاریخ ۲۴ اسفند ۱۳۸۴ با شمارهٔ ثبت ۱۵۲۴۵ به‌عنوان یکی از آثار ملی ایران به ثبت رسیده‌است.